# ألبرتو زياس
ألبرتو زياس هو موزع وكاتب أغاني كوبي، ولد في 14 فبراير 1908، وتوفي في 1983 في Guanabacoa ‏ في كوبا.

## وصلات خارجية
- ألبرتو زياس على موقع ميوزك برينز (الإنجليزية)
- ألبرتو زياس على موقع ديسكوغز (الإنجليزية)